# Droga na Kalwarię (obraz Rafaela)
Droga na Kalwarię (również: Lo spasmo di Sicilia, Męka sycylijska) – obraz olejny namalowany w latach 1515–1516. Znajduje się w zbiorach Museo del Prado w Madrycie.
Autorstwo obrazu jest przedmiotem sporów, w literaturze pojawiają się informacje, że obraz namalował Rafael, jego uczniowie bądź też Rafael we współpracy z uczniami. Giorgio Vasari w Żywotach najsławniejszych malarzy, rzeźbiarzy i architektów napisał, że obraz namalował Rafael, Museo de Prado podaje zaś, że obraz namalował Rafael wraz z uczniami.
Obraz wyróżnia się dramatycznym światłocieniem, teatralizacją i ekspresyjnymi gestami, dostrzegalne są wpływy malarzy z Europy Północnej. Podobnie jak w Złożeniu do grobu Rafael skupił się na ukazaniu męki Chrystusa z punktu widzenia Marii. Jezus upada pod ciężarem krzyża, wzrok kieruje w stronę matki.
Zleceniodawcą obrazu miał być Jacopo Basilio. Obraz miał trafić drogą morską do kościoła Santa Maria dello Spasimo w Palermo. Według przekazu Vasariego statek, który transportował dzieło, uległ zniszczeniu podczas burzy. Skrzynia, w której był schowany obraz, została wyłowiona w Zatoce Genueńskiej. Osoby, które znalazły obraz, wzięły dzieło jako własność niczyją. Historia ta stała się sławna i dotarła ona do zakonników z kościoła w Palermo, którzy upomnieli się o dzieło. Po uzyskaniu wstawiennictwa papieża otrzymali oni obraz, zaś osoby, które odnalazły i oddały dzieło, otrzymały nagrodę w ramach rekompensaty. Przekaz Vasariego jest podawany w wątpliwość.
W 1661 roku obraz stał się własnością króla Hiszpanii Filipa IV. Dzieło trafiło do prywatnej kaplicy w Alkazarze, w której codziennie modlił się król.